# Giai thừa nguyên tố
Với n ≥ 2, giai thừa nguyên tố (tiếng Anh: primorial) (ký hiệu n#) là tích của tất cả các số nguyên tố nhỏ hơn hoặc bằng n. Chẳng hạn, 7# = 210 là tích các số nguyên tố (2·3·5·7). Tên này đặt theo Harvey Dubner và là từ ghép của prime và factorial.
Dãy các giai thừa nguyên tố đầu tiên là:
2, 6, 30, 210, 2310, 30030, 510510, 9699690, 223092870, 6469693230, 200560490130, 7420738134810, 304250263527210, 13082761331670030, 614889782588491410 (theo OEIS).

## Định nghĩa cho các số nguyên tố

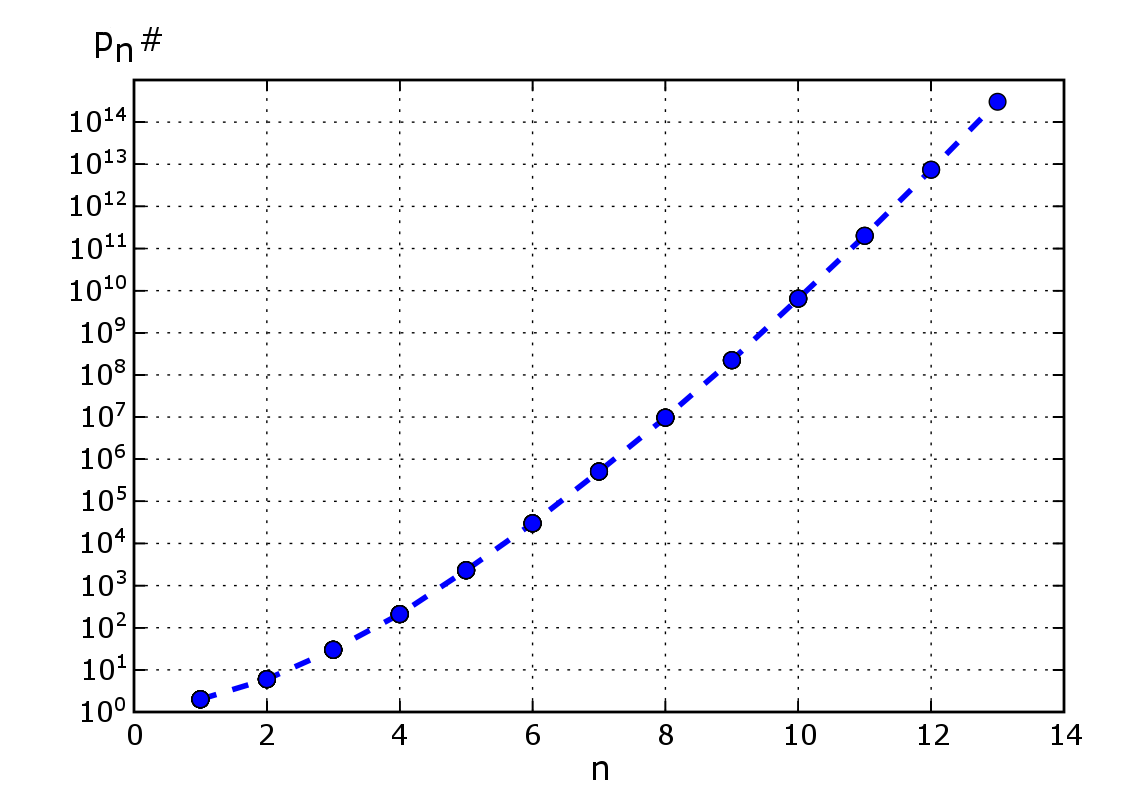
p_{n}# là một hàm của n, các điểm đã logarit hóa.

Đối với số nguyên tố tứ n pn, primorial pn# được định nghĩa là tích của n số nguyên tố đầu tiên:
{\displaystyle p_{n}\#=\prod _{k=1}^{n}p_{k}},
trong đó pk là số nguyên tố thứ k. Để lấy ví dụ, p5# là tích của 5 số nguyên tố đầu tiên:
{\displaystyle p_{5}\#=2\times 3\times 5\times 7\times 11=2310.}
5 primorial pn# đầu tiên là:
2, 6, 30, 210, 2310 (dãy số A002110 trong bảng OEIS).
Dãy cũng bao gồm p0# = 1 là tích rỗng. Theo tiệm cận thì, các primorial pn# lớn ngang với:
{\displaystyle p_{n}\#=e^{(1+o(1))n\log n},}
trong đó o( ) là ký hiệu o nhỏ.

## Định nghĩa cho các số tự nhiên

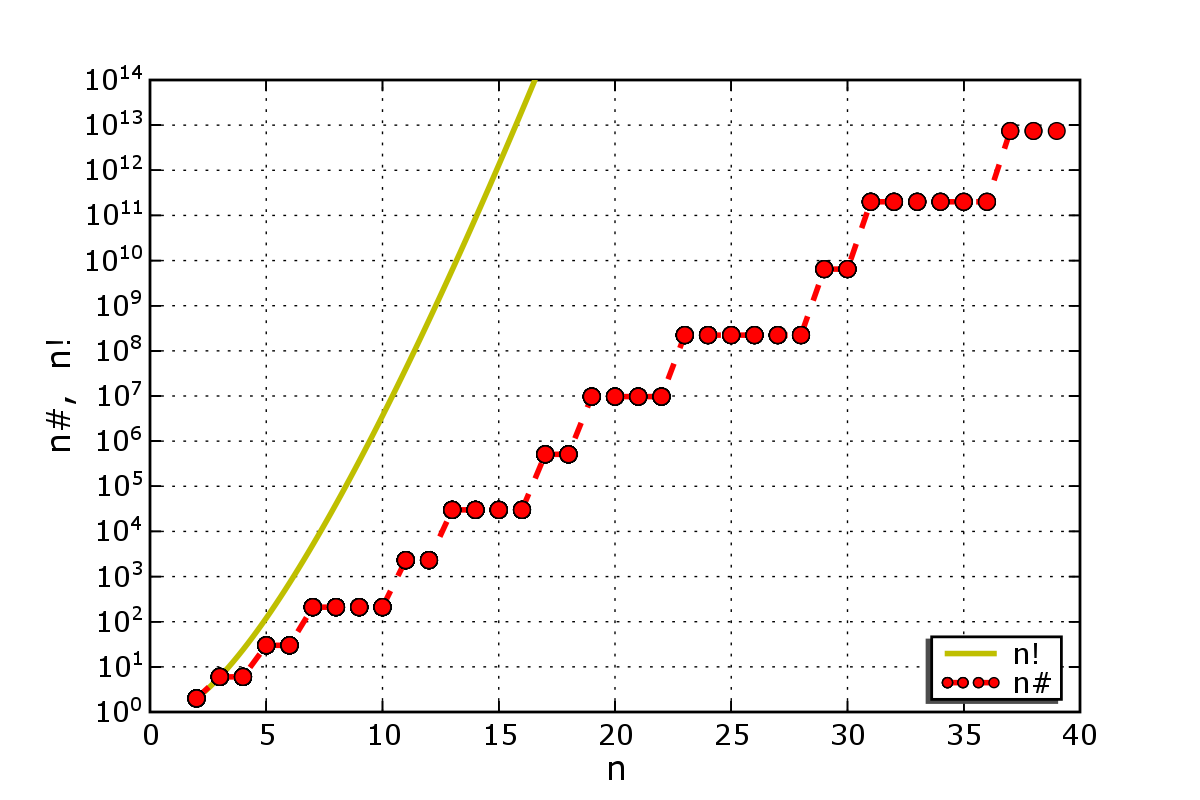
So hàm n# (các điểm màu đỏ) với hàm n!. Cả hai hàm đều đã được logarit hóa.

Đối với số tự nhiên n, primorial của n, n#, là tích của các số nguyên tố không lớn hơn n; nghĩa là,
{\displaystyle n\#=\prod _{p\leq n \atop p{\text{ prime}}}p=\prod _{i=1}^{\pi (n)}p_{i}=p_{\pi (n)}\#},
trong đó π(n) là hàm đếm số nguyên tố (dãy số A000720 trong bảng OEIS), hàm đếm các số nguyên tố p ≤ n. Định nghĩa này tương đương với:
{\displaystyle n\#={\begin{cases}1&{\text{nếu }}n=0,\ 1\\(n-1)\#\times n&{\text{nếu }}n{\text{ là số nguyên tố}}\\(n-1)\#&{\text{nếu }}n{\text{ là hợp số}}.\end{cases}}}
Để lấy ví dụ, 12# là tích của các số nguyên tố p ≤ 12:
{\displaystyle 12\#=2\times 3\times 5\times 7\times 11=2310.}
Bởi π(12) = 5, ta cũng có thể tính như sau:
{\displaystyle 12\#=p_{\pi (12)}\#=p_{5}\#=2310.}
12 giá trị đầu tiên của n# là :
1, 2, 6, 6, 30, 30, 210, 210, 210, 210, 2310, 2310.

## Tính chất và ứng dụng
Ý tưởng lấy tích của tất cả các số nguyên tố nằm trong chứng minh số các số nguyên tố là vô hạn; nó được sử dụng để mâu thuẫn khi giả thiết rằng số các số nguyên tố là hữu hạn.
Các Primorial đóng vai trò quan trọng trong việc tìm các số nguyên tố trong cấp số cộng. Chẳng hạn, 2236133941 + 23# là một số nguyên tố, khởi đầu dãy 13 số nguyên tố bằng cách cộng thêm 23#, và kết thúc với 5136341251. Số 23# chính là công bội của các cấp số cộng gồm mười lăm và mười sáu số nguyên tố.
Mọi siêu hợp số có thể viết thành tích của các giai thừa nguyên tố (ví dụ như 360 = 2·6·30).

## Bảng các giai thừa nguyên tố
| n  | n#            | pn  | pn#                                                                   | Là số nguyên tố Primorial? | Là số nguyên tố Primorial? |
| n  | n#            | pn  | pn#                                                                   | pn# + 1                    | pn# − 1                    |
| -- | ------------- | --- | --------------------------------------------------------------------- | -------------------------- | -------------------------- |
| 0  | 1             | —   | 1                                                                     | Có                         | Không                      |
| 1  | 1             | 2   | 2                                                                     | Có                         | Không                      |
| 2  | 2             | 3   | 6                                                                     | Có                         | Có                         |
| 3  | 6             | 5   | 30                                                                    | Có                         | Có                         |
| 4  | 6             | 7   | 210                                                                   | Có                         | Không                      |
| 5  | 30            | 11  | 2310                                                                  | Có                         | Có                         |
| 6  | 30            | 13  | 30030                                                                 | Không                      | Có                         |
| 7  | 210           | 17  | 510                                                                   | Không                      | Không                      |
| 8  | 210           | 19  | 9699690                                                               | Không                      | Không                      |
| 9  | 210           | 23  | 223092870                                                             | Không                      | Không                      |
| 10 | 210           | 29  | 6469693230                                                            | Không                      | Không                      |
| 11 | 2310          | 31  | 200560490130                                                          | Có                         | Không                      |
| 12 | 2310          | 37  | 7420738134810                                                         | Không                      | Không                      |
| 13 | 30030         | 41  | 304250263527210                                                       | Không                      | Có                         |
| 14 | 30030         | 43  | 13082761331670030                                                     | Không                      | Không                      |
| 15 | 30030         | 47  | 614889782588491410                                                    | Không                      | Không                      |
| 16 | 30030         | 53  | 32589158477190044730                                                  | Không                      | Không                      |
| 17 | 510           | 59  | 1922760350154212639070                                                | Không                      | Không                      |
| 18 | 510           | 61  | 117288381359406970983270                                              | Không                      | Không                      |
| 19 | 9699690       | 67  | 7858321551080267055879090                                             | Không                      | Không                      |
| 20 | 9699690       | 71  | 557940830126698960967415390                                           | Không                      | Không                      |
| 21 | 9699690       | 73  | 40729680599249024150621323470                                         | Không                      | Không                      |
| 22 | 9699690       | 79  | 3217644767340672907899084554130                                       | Không                      | Không                      |
| 23 | 223092870     | 83  | 267064515689275851355624017992790                                     | Không                      | Không                      |
| 24 | 223092870     | 89  | 23768741896345550770650537601358310                                   | Không                      | Có                         |
| 25 | 223092870     | 97  | 2305567963945518424753102147331756070                                 | Không                      | Không                      |
| 26 | 223092870     | 101 | 232862364358497360900063316880507363070                               | Không                      | Không                      |
| 27 | 223092870     | 103 | 23984823528925228172706521638692258396210                             | Không                      | Không                      |
| 28 | 223092870     | 107 | 2566376117594999414479597815340071648394470                           | Không                      | Không                      |
| 29 | 6469693230    | 109 | 279734996817854936178276161872067809674997230                         | Không                      | Không                      |
| 30 | 6469693230    | 113 | 31610054640417607788145206291543662493274686990                       | Không                      | Không                      |
| 31 | 200560490130  | 127 | 4014476939333036189094441199026045136645885247730                     | Không                      | Không                      |
| 32 | 200560490130  | 131 | 525896479052627740771371797072411912900610967452630                   | Không                      | Không                      |
| 33 | 200560490130  | 137 | 72047817630210000485677936198920432067383702541010310                 | Không                      | Không                      |
| 34 | 200560490130  | 139 | 10014646650599190067509233131649940057366334653200433090              | Không                      | Không                      |
| 35 | 200560490130  | 149 | 1492182350939279320058875736615841068547583863326864530410            | Không                      | Không                      |
| 36 | 200560490130  | 151 | 225319534991831177328890236228992001350685163362356544091910          | Không                      | Không                      |
| 37 | 7420738134810 | 157 | 35375166993717494840635767087951744212057570647889977422429870        | Không                      | Không                      |
| 38 | 7420738134810 | 163 | 5766152219975951659023630035336134306565384015606066319856068810      | Không                      | Không                      |
| 39 | 7420738134810 | 167 | 962947420735983927056946215901134429196419130606213075415963491270    | Không                      | Không                      |
| 40 | 7420738134810 | 173 | 166589903787325219380851695350896256250980509594874862046961683989710 | Không                      | Không                      |

## Liên kết
- Weisstein, Eric W., "Primorial", MathWorld.